# Фрідрік фон Бейст
Фрідрік фон Бейст (нім. Friedrich Ferdinand Graf von Beust; 13 січня 1809, Дрезден, Саксонія — 24 жовтня 1886, Австро-Угорщина) — саксонський, австрійський та австро-угорський державний діяч і дипломат, граф.

## Походження та ранні роки
Народився в Дрездені, в сім'ї суддівського чиновника. Походив з роду Бейста, який спочатку був відомий в Бранденбурзі, а потім, більше 30 років, проживав в Саксонії. Після навчання в Геттінгені і Берліні Бейст надійшов на саксонську дипломатичну службу.

## Кар'єра в Саксонії
З 1836 працював секретарем посольства в Берліні, з 1838 — в Парижі.
У 1841 призначений повіреним у справах Саксонії в Баварії. З 1846 — резидент в Лондоні; з 1848 — посланник в Берліні.
- У 1849-1853 обіймав посаду міністра закордонних справ;
- З 1849 — також міністра сповідань і народної освіти;
- В 1853-1856 — міністра внутрішніх справ;
- В 1858-1866 — голова Ради міністрів Саксонії.

У 1849 наполіг на невизнанні Саксонією загальнонімецької конституції, яке привело в травні 1849 до повстання в Дрездені (пригніченого за допомогою прусських військ).
26 травня 1849 уклав з Пруссією і Ганновером Союз трьох королів, «що має на меті збереження внутрішньої і зовнішньої безпеки Німеччини, а також незалежності і недоторканності окремих німецьких держав». Після того, як до цього союзу відмовилися приєднатися Баварія і Вюртемберг, Бейст починає переорієнтовуватися на Австрію.
Якщо ще в 1849, всупереч наполяганням Австрії на участі Німецького союзу в Кримській кампанії проти Росії, Бейст уклав від імені Саксонії з іншими державами Середньої Німеччини сепаратний договір, то вже під час австро-італо-французької війни (1859) він займав доброзичливу по відношенню до Австрії позицію.
Під час Австро-пруської війни (1866) Саксонія стала союзницею Австрії. Після її поразки, Бейст був змушений покинути саксонські державні пости і переїхати до Відня.

## Кар'єра в Австрії та Австро-Угорщині
30 жовтня 1866 Бейст зайняв пост міністра закордонних справ Австрії; 23 червня 1867 одержав титул рейхсканцлера Австрії, якого ніхто не удостоювався з часу Меттерніха. У 1868 був зведений в спадковий графський титул. З 7 лютого 1867 також ще займав пост міністр-президента Австрії. Був одним з авторів Австро-угорської угоди. У 1867 робив зусилля для формування антипрусського союзу Австро-Угорщини і Франції, брав участь в Зальцбурзькому побаченні Франца Йосипа і Наполеона III. Незважаючи на це, після початку Франко-прусської війни 1870-1871 оголосив про нейтралітет Австро-Угорщини.
8 листопада 1871 звільнений з державних посад, призначений членом Палати панів (Heerenhaus) Цислейтанії і посланником в Лондоні. Замість нього міністром закордонних справ і імператорського двору, головою кабінету міністрів, призначений граф Дюла Андраші.
У жовтні 1878 Бейст був призначений австро-угорським посланником в Парижі. З 19 травня 1882 — у відставці. Помер в 1886 в Санкт-Андре-Вердерне (Нижня Австрія).

## Твори
- Erinnerungen zu Erinnerungen. Verlag Wöller, Leipzig, 1881.
- Aus drei Viertel-Jahrhunderten. 2 Bände, Verlag Cotta, Stuttgart 1887.